# Saison 2018-2019 du Lille Métropole Basket
La saison 2018-2019 du Lille Métropole Basket est la dixième saison du Lille Métropole Basket en Pro B.

## Transfert
| Sous contrat - Maurice Acker - Rakeem Buckles : prolongation 1 an - Thomas Ceci-Diop - Jean-Marc Dupraz (entraîneur) : prolongation 2 ans - Maël Lebrun : prolongation 1 an - - Cory Remekun : prolongation 1 an - Marcos Suka-Umu : prolongation 2 ans - Nicolas Taccoen - Florent Tortosa | Arrivées - Gilles Duro : Aubenas (NM1) - Curtis Larousse : Châlons Reims (Espoirs) | Départs - Alexis Desespringalle : Quimper (Pro B) - Charles Galliou : ASVEL (Jeep Elite, retour de prêt), - Stéphane Gombauld : Chartres (Pro B) - Elias Kherzane : Le Havre (NM1) |

## Effectifs
| P.  | #  | Nat. | Nom Prénom       | Taille | Âge |
| --- | -- | ---- | ---------------- | ------ | --- |
| 1   | 6  |      | Maurice Acker    | 1,76   | 31  |
| 1   |    |      | Gilles Duro      | 1,90   | 29  |
| 2   | 18 |      | Marcos Suka-Umu  | 1,93   | 33  |
| 2/3 | 12 |      | Maël Lebrun      | 1,98   | 27  |
| 3   | 8  |      | Florent Tortosa  | 1,97   | 28  |
| 3   | 13 |      | Thomas Ceci-Diop | 1,99   | 26  |
| 4   | 9  |      | Rakeem Buckles   | 2,01   | 27  |
| 4   |    |      | Curtis Larousse  | 1,99   | 19  |
| 5   | 15 |      | Nicolas Taccoen  | 2,05   | 32  |
| 5   | 17 | -    | Cory Remekun     | 2,03   | 27  |

| Entraîneur       | Assistants                        |
| ---------------- | --------------------------------- |
| Jean-Marc Dupraz | Maxime Bezin et Tony Dorangeville |

## Compétitions

### Matchs amicaux
Pré-Saison
- Lille / Le Portel : 68-83
- Lille / Rouen : 70-66[13]
- Lille / Denain : 52-63
- Lille / Orchies : 62-60

### Leader's Cup
| 22 septembre 2018 20h00 | 1er journée (Rapport) | Lille                                                        | 72–63                               | Denain                                                    |  | Palais Saint-Sauveur |
| 22 septembre 2018 20h00 | 1er journée (Rapport) | Score par quart-temps : 17-14, 17-16, 18-19, 20-12           |                                     |                                                           |  | Palais Saint-Sauveur |
| 22 septembre 2018 20h00 | 1er journée (Rapport) | Score par mi-temps : 34-32, 37-31                            |                                     |                                                           |  | Palais Saint-Sauveur |
| 22 septembre 2018 20h00 | 1er journée (Rapport) | Ceci-Diop, 15 Buckles et Ceci-Diop, 15 Suka, 7 Ceci-Diop, 19 | Points Rebonds Passes d. Évaluation | Addison, 15 Cazenobe, 9 Cazenobe et Gregg, 3 Cazenobe, 16 |  | Palais Saint-Sauveur |

| 25 septembre 2018 20h00 | 2e journée (Rapport) | Paris Basketball                                   | 77–84                               | Lille                                       |  | Paris |
| 25 septembre 2018 20h00 | 2e journée (Rapport) | Score par quart-temps : 22-32, 15-17, 16-11, 24-24 |                                     |                                             |  | Paris |
| 25 septembre 2018 20h00 | 2e journée (Rapport) | Score par mi-temps : 37-49, 40-35                  |                                     |                                             |  | Paris |
| 25 septembre 2018 20h00 | 2e journée (Rapport) | Sleva, 20 Sleva, 7 Bouteille, 6 Sleva, 21          | Points Rebonds Passes d. Évaluation | Buckles, 19 Remekun, 5 Acker, 7 Remekun, 20 |  | Paris |

| 2 octobre 2018 20h00 | 4e journée (Rapport) | Lille                                             | 69–73                               | Paris                                            |  | Palais Saint-Sauveur |
| 2 octobre 2018 20h00 | 4e journée (Rapport) | Score par quart-temps : 15-15, 22-22, 8-22, 24-14 |                                     |                                                  |  | Palais Saint-Sauveur |
| 2 octobre 2018 20h00 | 4e journée (Rapport) | Score par mi-temps : 37-37, 32-36                 |                                     |                                                  |  | Palais Saint-Sauveur |
| 2 octobre 2018 20h00 | 4e journée (Rapport) | Ceci-Diop, 18 Ceci-Diop, 8 Acker, 7 Ceci-Diop, 21 | Points Rebonds Passes d. Évaluation | Shepherd, 20 Florimont, 5 Dillon, 5 Shepherd, 17 |  | Palais Saint-Sauveur |

| 5 octobre 2018 20h00 | 5e journée (Rapport) | Denain                                             | 73–76                               | Lille                                                     |  | Complexe Sportif Jean Degros |
| 5 octobre 2018 20h00 | 5e journée (Rapport) | Score par quart-temps : 20-17, 18-18, 18-19, 17-22 |                                     |                                                           |  | Complexe Sportif Jean Degros |
| 5 octobre 2018 20h00 | 5e journée (Rapport) | Score par mi-temps : 38-35, 35-41                  |                                     |                                                           |  | Complexe Sportif Jean Degros |
| 5 octobre 2018 20h00 | 5e journée (Rapport) | Gregg, 19 Cazenobe, 6 Fridriksson, 4 Gregg, 19     | Points Rebonds Passes d. Évaluation | Suka, 16 Acker et Buckles, 6 Acker, 5 Buckles et Suka, 16 |  | Complexe Sportif Jean Degros |

### Coupe de France
| 19 septembre 2018 20h00 | 64e de finale (Rapport) | Kaysersberg                                        | 76–89                               | Lille                                        |  | Salle Théo Faller Arbitres : Collin, Gaduel |
| 19 septembre 2018 20h00 | 64e de finale (Rapport) | Score par quart-temps : 20-17, 15-34, 19-19, 22-19 |                                     |                                              |  | Salle Théo Faller Arbitres : Collin, Gaduel |
| 19 septembre 2018 20h00 | 64e de finale (Rapport) | Score par mi-temps : 35-51, 41-38                  |                                     |                                              |  | Salle Théo Faller Arbitres : Collin, Gaduel |
| 19 septembre 2018 20h00 | 64e de finale (Rapport) | Kennedy, 21 Tew, 10 Walter, 4 Kennedy, 22          | Points Rebonds Passes d. Évaluation | Tortosa, 19 Ceci-Diop, 8 Tortosa, 3 Suka, 18 |  | Salle Théo Faller Arbitres : Collin, Gaduel |

### Championnat

#### Matchs aller
| 13 octobre 2018 20h00 | 1re journée (Rapport) | Poitiers                                                                 | 85–91                               | Lille                                                                  | OT | Salle Saint-Eloi |
| 13 octobre 2018 20h00 | 1re journée (Rapport) | Score par quart-temps : 20-21, 24-13, 17-19, 16-24 ; prolongation : 8-14 |                                     |                                                                        | OT | Salle Saint-Eloi |
| 13 octobre 2018 20h00 | 1re journée (Rapport) | Score par mi-temps : 44-34, 33-43                                        |                                     |                                                                        | OT | Salle Saint-Eloi |
| 13 octobre 2018 20h00 | 1re journée (Rapport) | Threatt, 25 Anderson, 7 Threatt, 8 Threatt, 27                           | Points Rebonds Passes d. Évaluation | Acker et Marcos Suka-Umu, 19 Ceci-Diop, 9 Acker, 7 Marcos Suka-Umu, 21 | OT | Salle Saint-Eloi |

## Bilan
Pour cette saison 2018-2019, quatre joueurs sont encore sous contrat (Maurice Acker, Thomas Ceci-Diop, Nicolas Taccoen et Florent Tortosa) et le club lillois enregistre deux nouveaux arrivants (Gilles Duro et Curtis Larousse), cinq prolongations de contrats (Rakeem Buckles, Maël Lebrun, Cory Remekun et Marcos Suka-Umu) dont celle de l'entraîneur Jean-Marc Dupraz, pour quatre départs (Alexis Desespringalle, Charles Galliou, Stéphane Gombauld et Elias Kherzane). L'effectif ne change presque pas, puisque 80% des joueurs de l'effectif 2017-2018 (dont le cinq majeur) étaient déjà à Lille la saison précédente. Jean-Marc Dupraz a en effet exprimé le souhait de garder une équipe ambitieuse et compétitive en conservant le maximum de joueurs. Lors de la conférence de presse de rentrée, le président Servais Tomavo et l'entraîneur Jean-Marc Dupraz annoncent que le club souhaite faire mieux que l'année précédente (éliminé en demi-finale) et vise la finale. Après avoir abordé les finances du club (avec un budget prévisionnel de 1,7 million d'euros et une masse salariale à hauteur de 540 000 €), le président Tomavo annonce qu'il quittera ses fonctions après cette saison. 

## Sources
- Ligue Nationale de Basket-ball
- La Voix du Nord
- BeBasket